# 사사키 다카유키

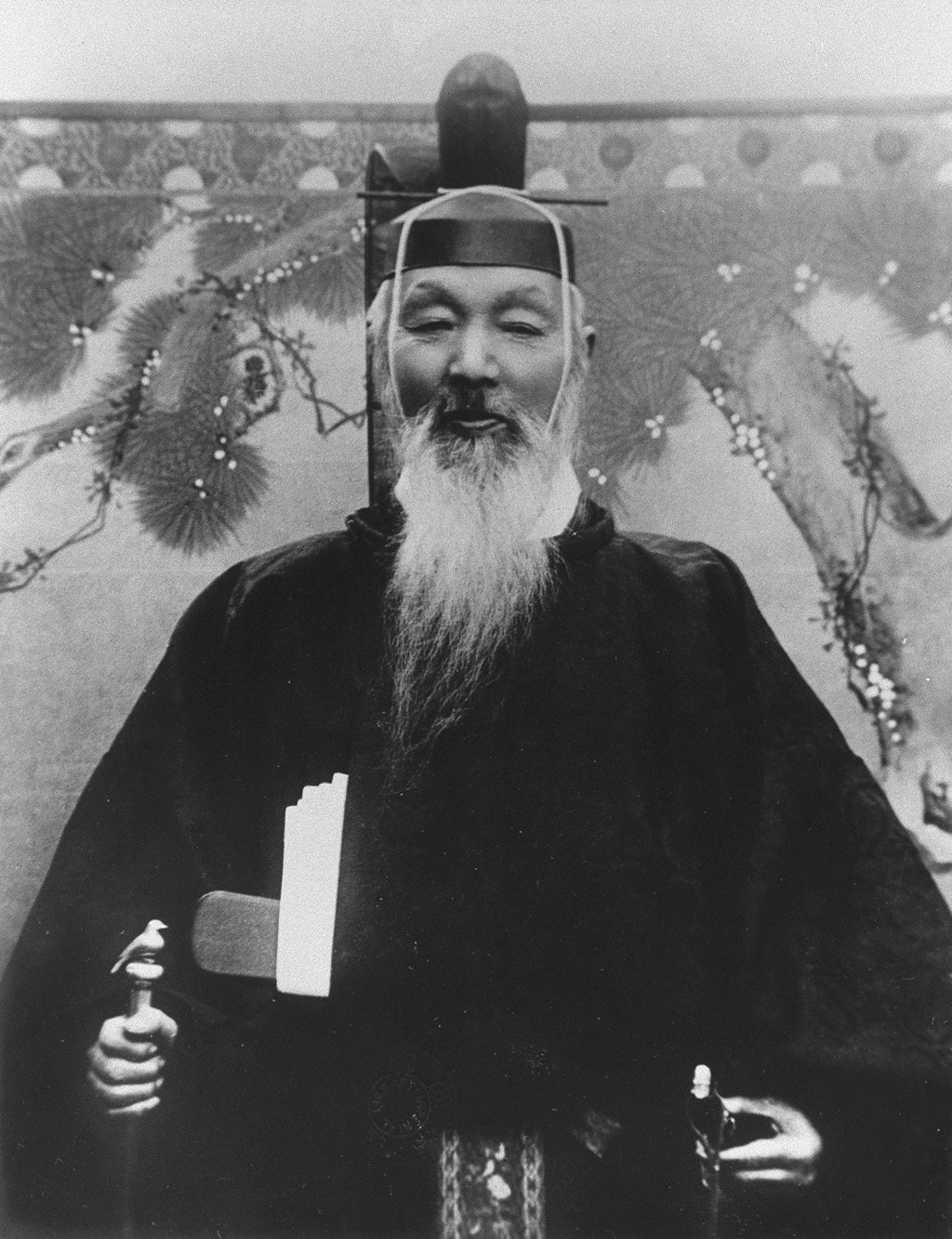
사사키 다카유키 후작

사사키 다카유키(佐々木高行)는 에도 시대 말기의 도사 번사이며 일본 제국의 정치인이다. 작위는 후작(백작에서 승작). 후작으로 승작되기 전엔 이타가키 다이스케, 고토 쇼지로와 함께 도사 3백(土佐三伯)으로 불렸다. 일부 책에는 사사키 다카유키(佐佐木高行)로 적히기도 한다. 아명은 만노스케(萬之助). 통칭은 산시로(三四郞). 원복 후 첫 이름은 다카아쓰(高喜), 다카노리(高春) 등으로 불리며 나중에 지금의 다카유키로 개명하였다.
번사(상사)와 향사(하사)간의 신분이 확실했던 도사 번에서 사사키 다카유키는 같은 상사였던 이타가키 다이스케와 마찬가지로 하사들(사카모토 료마 등)에 관대함으로 유명했다.
1871년 이와쿠라 사절단에 참가하였다. 원로원 부의장(元老院副議長)을 거쳐 1881년 공부경(工部卿)이 되었다.
메이지 정부 시절 고위 공직자 중에서도 보수파를 대표하는 한명이었으며 메이지 천황의 신임을 얻어 황태자 요시히토 친왕의 제왕학 교육을 담당하였다. 한편 메이지 시대의 정치 체제를 둘러싸고 이토 히로부미 등과 대립하였다.